# Carlo Savina
Carlo Savina, född 2 augusti 1919 i Turin i Italien, död 23 juni 2002, var en italiensk kompositör och dirigent.

## Filmmusik i urval
- 1981 - Tiger Joe
- 1975 - Exorcismens näste
- 1965 – Här kommer bärsärkarna
- 1961 – Una vita difficile
- 1960 - Det började i Neapel

## Dirigent
- 1971 – Gudfadern